# Musik für Millionen
Musik für Millionen ist ein US-amerikanischer Spielfilm von Henry Koster aus dem Jahr 1944.

## Handlung
Barbara spielt im Orchester von José Iturbi Bassgeige. Ihre Freundinnen im Orchester, mit denen sie sich auch eine Wohnung bei Vermieterin Mrs. McGuff teilt, schonen sie schon seit geraumer Zeit: Barbara ist von ihrem Ehemann schwanger, der als Soldat im Zweiten Weltkrieg kämpft. Schon seit längerem hat sie nichts mehr von ihm gehört. Dies sowie Schwangerschaftsbeschwerden setzen Barbara zu. Umso mehr freut sie sich, als ihre siebenjährige Schwester Mike sie besuchen kommt und ihr verspricht, bei ihr zu bleiben, bis ihr Mann wieder von der Front zurückkehrt.
Das Orchester geht auf Tournee. Kurz vor der Abreise nimmt Barbaras Mitbewohnerin Rosalind ein Telegramm an Barbara entgegen. Es kommt vom Kriegsministerium und teilt Barbara mit, dass ihr Mann gefallen sei. Rosalind und die anderen Freundinnen beschließen, die Nachricht bis nach der Geburt des Kindes geheim zu halten, sehen sie doch anderenfalls das Leben des ungeborenen Kindes in Gefahr. Barbara jedoch spürt, dass ihre Freundinnen ihr etwas verheimlichen. Die Frauen beauftragen daher Onkel Ferdinand, einen Fälscher, mit der Abfassung eines Briefes an Barbara. Er soll wie ein Brief ihres Mannes aussehen und die lange ausgebliebenen Briefe erklären. Tatsächlich erscheint am nächsten Tag ein Brief bei Barbara, in dem ihr Mann ihr erklärt, dass er nach einem Fallschirmabsprung monatelang auf einer einsamen Insel festsaß. Zwar findet Barbara den humorvollen Stil des Briefes ungewöhnlich, freut sich jedoch unbändig über die Nachricht von ihrem Mann und dankt Gott in der Kirche für die glückliche Wendung. 
Kurze Zeit später steht die Geburt ihres Kindes kurz bevor. Während sie im Krankenhaus liegt, stehen ihre Freundinnen kurz vor der Aufführung von Händels Messiah. Onkel Ferdinand erscheint mal wieder knapp bei Kasse auf der Flucht vor der Polizei, und die Frauen sammeln für ihn, da er den Brief so wunderbar geschrieben habe. Es stellt sich heraus, dass Ferdinand nicht der Verfasser war, da er am Abend des Brieffälschens zu betrunken war. Der Brief stammte tatsächlich von Barbaras Ehemann. Ihre Freundinnen sind überglücklich. Während der Aufführung des Messiah, gerade beim Halleluja, erscheint Mike aus dem Krankenhaus und zeigt den Frauen, dass Barbara einen Jungen zur Welt gebracht hat. Nur mit Mühe kann das Orchester schließlich das Stück zu Ende spielen; das Ende zeigt Barbara mit ihrem Neugeborenen im Arm.

## Produktion
Musik für Millionen wurde vom 22. Mai bis zum 5. September 1944 gedreht. Der Film erlebte seine Uraufführung am 18. Dezember 1944 in New York City. Die deutsche Erstaufführung fand 1949 statt.
Im Film sind zahlreiche klassische Musikstücke zu hören, die unter der Leitung von José Iturbi aufgeführt bzw. von ihm selbst gespielt werden. Dazu zählen Clair de Lune von Claude Debussy, das Klavierkonzert von Edvard Grieg und das Halleluja aus Georg Friedrich Händels Messiah.

## Kritik
Das Lexikon des Internationalen Films nannte Musik für Millionen eine „sorgfältig auf die Wünsche des amerikanischen Publikums im Kriegsjahr 1944 abgestimmte Rührgeschichte“, die von Henry Koster „sehr ansprechend und herzbewegend“ inszeniert worden sei.
Cinema betonte, „was heute unheimlich sentimental anmutet, war 1945 Balsam für kriegsgeschundene Seelen“. Das Melodram sei ein „Rührstück für bangende Soldatenbräute“.

## Auszeichnungen
Musik für Millionen wurde 1946 für einen Oscar in der Kategorie „Bestes Originaldrehbuch“ nominiert, konnte sich jedoch nicht gegen Marie-Louise durchsetzen.